# Breutelia macrocarpa
Breutelia macrocarpa là một loài rêu trong họ Bartramiaceae. Loài này được Schimp. ex Paris mô tả khoa học đầu tiên năm 1900.